# Косара (село)
Вижте пояснителната страница за други значения на Косара.
Косара е село в Североизточна България. То се намира в община Главиница, област Силистра.

## География
В селото има язовир. Селото се намира на 42 км от Силистра и на 16 км от Главиница. В селото живеят 219жители (01.02.2011 г.НСИ). Населението на селото е съставено от: 100% турци.

## Културни и природни забележителности
Неизследвана могила „Демирджилер Мезаръ“